# Уго Броос
Уго Броос (фр. Hugo Broos, нар. 10 квітня 1952, Грімберген) — бельгійський футболіст, що грав на позиції захисника. Виступав за «Андерлехт» та «Брюгге», а також національну збірну Бельгії. Учасник чемпіонату світу 1986 року.
По завершенні ігрової кар'єри — тренер. Броос чотири рази був визнаний кращим тренером Бельгії. Всі його успіхи були пов'язані з роботою у своїх колишніх клубах «Андерлехті» та «Брюгге». Наразі очолює тренерський штаб збірної Південної Африки.

## Клубна кар'єра
Броос вихованець футбольної академії «Андерлехта». У 1970 році він дебютував за команду в Жюпіле лізі. В «Андерлехті» Уго виступав тринадцять сезонів і допоміг клубу тричі виграти чемпіонат та чотири рази завоювати Кубок Бельгії. Броос також успішно виступав за команду на міжнародній арені, двічі ставши володарем Суперкубка УЄФА і Кубка володарів кубків. У 1983 році він завоював Кубок УЄФА.
У тому ж році Броос покинув «Андерлехт» і перейшов у стан принципового суперника — «Брюгге». В команді він провів п'ять років і ще по разу став чемпіоном і володарем кубка країни, а також вперше виграв Суперкубок Бельгії. Завершив професійну кар'єру футболіста виступами за «Брюгге» у 1988 році.

## Виступи за збірну
1974 року дебютував в офіційних матчах у складі національної збірної Бельгії.
У складі збірної був учасником чемпіонату світу 1986 року у Мексиці. На турнірі Уго взяв участь у зустрічах проти збірних Мексики, Іспанії та Парагваю.
Протягом кар'єри у національній команді, яка тривала 13 років, провів у формі головної команди країни лише 24 матчі.

## Кар'єра тренера
Розпочав тренерську кар'єру відразу ж по завершенні кар'єри гравця, 1988 року, очоливши тренерський штаб клубу «Моленбек», де пропрацював три роки.
У 1991 році очолив «Брюгге», з яким у 1992 та 1996 роках ставав чемпіоном Бельгії і в обох сезонах визнавався найкращим тренером країни. Крім того з клубом Уго також став дворазовим володарем Кубка та чотириразовим володарем Суперкубка Бельгії
У 1997—2002 роках Броос тренував «Мускрон», після чого очолив свій рідний клуб, у якому виступав як гравець — «Андерлехт». З ним Уго став чемпіоном у сезоні 2003/04, за що втретє у своїй кар'єрі отримав звання найкращого тренера Бельгії.
У червні 2005 року Броос став головним тренером «Генка», ставши 2007 року віце-чемпіоном Бельгії і отримавши свій четвертий титул найкращого тренера країни.
2008 року Броос вперше відправився на роботу за кордон, тренуючи грецький «Пансерраїкос» та турецький «Трабзонспор», але 27 жовтня 2010 року повернувся на батьківщину, очоливши «Зюлте-Варегем».
У серпні 2011 року відправився в еміратську «Аль-Джазіру», де став асистентом співвітчизника Франка Веркаутерена, який сам був помічником Брооса в «Андерлехті» кілька років тому. Але вже у березні обидва бельгійці були звільнені з роботи.
У липні 2014 року був призначений головним тренером алжирської «Кабілії». Працюючи в цьому клубі 62-річний тренер зіткнувся в серпні 2014 року з смертельним інцидентом, коли підопічний Брооса камерунський форвард Альбер Ебоссе загинув в результаті заворушень на матчі чемпіонату Алжиру. 26 вересня 2014 року Броос подав у відставку в тому числі через занадто велике втручання в його роботу з боку президента клубу.
В кінці листопада 2014 року Броос став тренером іншої алжирської команди «Хуссейн Дей», де пропрацював до 1 лютого 2015 року, після чого був звільнений через погані результати.
В лютому 2016 року очолив тренерський штаб збірної Камеруну, яку спочатку вивів до фінальної частини Кубка африканських націй 2017 року в Габоні, а згодом й привів до перемоги на цій континентальній першості.

## Досягнення
| - Чемпіон Бельгії: «Андерлехт»: 1971–72, 1973–74, 1980–81 «Брюгге»: 1987–88 - Володар Кубка Бельгії: «Андерлехт»: 1971–72, 1972–73, 1974–75, 1975–76 «Брюгге»: 1985–86 - Володар Кубка бельгійської ліги: «Андерлехт»: 1973, 1974 - Володар Суперкубка Бельгії: «Брюгге»: 1986 - Володар Кубка УЄФА: «Андерлехт»: 1982–83 - Володар Кубка Кубків УЄФА: «Андерлехт»: 1975–76, 1977–78 - Володар Суперкубка Європи: «Андерлехт»: 1976, 1978 | Клуби - Чемпіон Бельгії: «Брюгге»: 1991–92, 1995–96 «Андерлехт»: 2003–04 - Володар Кубка Бельгії: «Брюгге»: 1994–95, 1995–96 - Володар Суперкубка Бельгії: «Брюгге»: 1991, 1992, 1994, 1996 - Бельгійський футбольний тренер року: «Брюгге»: 1991–92, 1995–96 «Андерлехт»: 2003–04 «Генк»: 2006–07 Збірна Камеруну - Чемпіон Африки: 2017 |